# Adolf Hyła
Adolf Kazimierz Hyła (ur. 2 maja 1897 w Białej pod Bielskiem, zm. 24 grudnia 1965 w Krakowie) – polski artysta malarz, autor najbardziej znanego wizerunku Jezusa Miłosiernego.

## Biografia
Był najstarszy z dziewięciorga dzieci Józefa i Salomei z Szałkiewiczów, bratem Antoniego, rzeźbiarza (1908–1975).
W latach 1903–1912 uczęszczał do gimnazjum w Krakowie, następnie w Chyrowie, gdzie w 1917 r. zdał maturę. Wstąpił do ojców jezuitów, przyjął niższe święcenia, ale w 1918 r. opuścił zakon. W 1922 studiował historię sztuki i filozofię na Uniwersytecie Jagiellońskim. Rysunku i malarstwa uczył się u Jacka Malczewskiego. W 1930 r. zdał w ASP w Krakowie egzamin na nauczyciela rysunku, a w 1936 r. w Państwowym Instytucie Robót Ręcznych w Warszawie egzamin na nauczyciela prac ręcznych.
W latach 1918–1920 odbywał służbę w Wojsku Polskim. W latach 1920–1936 uczył rysunku w gimnazjach w Będzinie, w latach 1936–1939 i 1945–1948 zajęć praktycznych w gimnazjach w Krakowie.
W swojej twórczości koncentrował się głównie na tematyce religijnej. Kopiował obrazy Rafaela, Leonarda da Vinci, Carla Dolci i innych. Wśród jego dzieł są obrazy: Serce Jezusa (do głównego ołtarza) i Świętego Józefa dla kościoła Jezuitów w Poznaniu, Święty Józef z Dzieciątkiem i Święta Teresa dla kościoła Świętego Krzyża w Warszawie, Dusza Chrystusowa dla sióstr Duszy Chrystusowej na Prądniku w Krakowie, Święty Hieronim dla księdza prof. Jana Czuja w Warszawie (1946).
Najbardziej znanym dziełem Adolfa Hyły jest obraz Jezu ufam Tobie, który dla Zgromadzenia Sióstr Matki Bożej Miłosierdzia w Krakowie Łagiewnikach namalował w 1944 r.
Pierwszy obraz Jezusa Miłosiernego, namalowany przy współudziale siostry Faustyny w Wilnie przez Eugeniusza Kazimirowskiego przed II wojną światową, po wojnie znalazł się na terenie ZSRR i ze względu na zagrożenie był ukrywany przez dziesięciolecia. W 1943 r. drugi wizerunek, pięć lat po śmierci siostry Faustyny, dla sióstr w Łagiewnikach jako wotum dziękczynne za ocalenie rodziny z wypadków wojennych namalował Adolf Hyła. Mimo iż dysponował reprodukcją dzieła Kazimirowskiego i opisem z „Dzienniczka”, artysta namalował własną wersję wizerunku. Obraz ten jednak nie pasował rozmiarem do ołtarza w kaplicy sióstr, dlatego Matka Irena Krzyżanowska zamówiła u niego drugi obraz. Był on gotowy w 1944 r. i po poświęceniu został umieszczony w kaplicy zakonnej w Krakowie, gdzie czczony jest do dziś. Wraz z szerzeniem się kultu miłosierdzia Bożego kopie właśnie tej trzeciej wizualizacji, opatrzone słowami „Jezu ufam Tobie”, są rozpowszechnione na całym świecie.
Sam autor powtórzył ten temat 260 razy, malując obrazy do kościołów w kraju i na świecie.
Adolf Hyła namalował też kilkadziesiąt portretów (m.in. Brata Alberta Chmielowskiego, Józefa Piłsudskiego, prowincjałów kapucyńskich: Kazimierza Niczyńskiego), jak i szereg pejzaży (m.in. Forum Romanum 1931, Kościółek na Obidowej 1934, Zbocze Świnicy z Czarnym Stawem Gąsienicowym 1936, Czarny Dunajec w Witowie 1937, Wąwóz Kraków w Dolinie Kościeliskiej 1947, Pejzaż morski w Orłowie 1947, Wybrzeże Sopockie 1958).
W 2017 roku w związku z przypadającą 120 rocznicą urodzin Artysty zostało założone Stowarzyszenie Kulturalno-Oświatowe im. Adolfa Hyły, na prośbę Stowarzyszenia, Sejmik Województwa Małopolskiego upamiętnił postać Adolfa Hyły, stowarzyszenie prowadzi m.im. projket "Adolf Hyła nieznany"

## Życie prywatne
27 czerwca 1929 r. zawarł związek małżeński z Marią Katarzyną Zalipską, urzędniczką bankową, córką Tomasza i Klementyny z domu Rozmani. Ślub odbył się w kościele św. Mikołaja w Krakowie. Małżeństwo nie miało dzieci. W czasie II wojny światowej małżonkowie zostali wysiedleni przez Niemców z centrum Krakowa do Łagiewnik. Najmłodszy brat Adolfa, Jerzy, absolwent matematyki na Wydziale Filozoficznym Uniwersytetu Jagiellońskiego, podchorąży 82. Pułku Piechoty, poległ 24 września 1939 r. w walkach z Sowietami na stacji kolejowej w miejscowości Iwanycze, powiat Włodzimierz Wołyński. Inny z braci, Michał (1908-1979) jako sanitariusz II Korpusu Polskiego walczył w bitwie o Monte Cassino (1944). Adolf Hyła miał szerokie zainteresowania pozamalarskie – turystyka piesza i motocyklowa, kajakarstwo, narciarstwo, fotografika. Został pochowany grobowcu rodziny Zalipskich na cmentarzu Rakowickim (kwatera BC zachodnia, grób 9).